# استخوان‌ها را برقصان
«چرخش استخوان‌ها» (به انگلیسی: Roll the Bones) آلبومی از راش است که در سال ۱۹۹۱ میلادی منتشر شد.